# ペロミクサ科
ペロミクサ科はミトコンドリアを欠き原核生物を共生させているアメーバ様生物からなる科。2属からなり、いずれも水中の嫌気的堆積物（腐泥）中で自由生活を送っている。

## 特徴
鞭毛を持った自由生活性アメーバで、通常は淡水環境の腐泥中に生息している。ただし汽水域から報告された例もある。
他のアーケアメーバと同様に典型的なミトコンドリアを欠いており、ミトコンドリア由来の縮退したオルガネラを持っている。その一方でペロミクサ科の生物は、細胞質内に数種の原核生物を共生させていることが知られている。Pelomyxa palustrisの場合、放線菌のロドコッカス(Rodococcus)、プロテオバクテリアSyntrophorhabdus、メタン菌Methanosaetaの3種類であり、このうちロドコッカスはペロミクサ科に普遍的に共生していることが示唆される。

## 分類
古典的には肉質虫亜門葉状仮足綱無殻アメーバ亜綱ペロミクサ目に所属していた。分子系統解析に基づきアメーバ動物門アーケアメーバ綱ペロミクサ目の所属となっている。
ペロミクサ科には以下の2属が所属しているが、このうちMastigellaはペロミクサに対して側系統的である可能性が指摘されている。この2属は形態的にはかなり異なっており、共通する特徴としては原核生物を共生させていることがある。
- ペロミクサ Pelomyxa Greeff, 1874[7]
大形で多核多鞭毛であるが、鞭毛には運動能がなく、もっぱらアメーバ運動を行う。10種以上が知られている。
- Mastigella Frenzel, 1897
単鞭毛でマスチゴアメーバ属(Mastigamoeba)と似ているが、基底小体につながる円錐状に配列した微小管が細胞核と接続していない点が異なる。やや小形で単核のものが多い。マイトソーム様のオルガネラが観察されている。150種以上が記載されている。

## 歴史
Mastigella属は形態的特徴がよく似たマスチゴアメーバ属とともにマスチゴアメーバ科に所属していたが、2015年に複数種を用いた系統解析が行われてペロミクサ科に移動させられた。